# Böhm Rezső
Böhm Rezső, Böhm Rudolf (Kassa, 1884. augusztus 6. – Pozsony, 1933. január 18.) csehszlovákiai magyar politikus, szenátor.

## Élete
Kassán végezte a gimnáziumot, majd a Kassai Királyi Jogakadémiát is. Budapesten is továbbtanult. Fiatal korától a keresztényszocialista mozgalom tagja. Az első budapesti gyűlésükön a kassai küldöttség vezetője volt. 1908-tól a Magyar Posta alkalmazottja. Az első világháború alatt a Romániát megszálló csapatok bukaresti postahivatalának főnöke volt.
A csehszlovák államfordulat után elbocsátották, és az Országos Keresztényszocialista Párt keletszlovákiai szervezője lett. 1920-tól a párt titkára, később a kassai járási elnök helyettese volt. 1922-ben vagy 1923-ban hónapokig ült börtönben, de az ellene felhozott vádat ejtették. 1925-től a párt főtitkára, 1929-től a főigazgatója. Miután 1929-ben az OKP szenátorává választották, 1930-ban egyéb párttisztségeiről lemondott, csak a pártigazgatói funkciót tartotta meg. Haláláig volt szenátor, amikor Kreibich Károly lépett a helyére.
A kassai börtönben szerzett betegségéből sohasem épült fel. Hosszan tartó betegség után hunyt el Pozsonyban. Kívánságára a budapesti Kerepesi temetőben temették el, majd 1970-ben áthelyezték sírját a Farkasréti temetőbe. (F. 10/1.)
1932-es Masirevich Szilárd prágai követnek írt helyzetjelentése alapján Esterházy Jánost alkalmatlannak tartották az egységes pártvezetésre. Franciscy Lajos tiszteletbeli elnökké választásával Ótátrafüreden azonban a papi szárnyat sikerült megnyugtatni.